# Мюнхенвілер
Мюнхенвілер (нім. Münchenwiler) — громада  в Швейцарії в кантоні Берн, адміністративний округ Берн-Міттельланд.

## Географія
Громада розташована на відстані близько 26 км на захід від Берна.
Мюнхенвілер має площу 2,5 км², з яких на 11,7% дозволяється будівництво (житлове та будівництво доріг), 66,1% використовуються в сільськогосподарських цілях, 21% зайнято лісами, 1,2% не є продуктивними (річки, льодовики або гори).

## Демографія
2019 року в громаді мешкало 538 осіб (+16,5% порівняно з 2010 роком), іноземців було 14,7%. Густота населення становила 217 осіб/км².
За віковим діапазоном населення розподілялося таким чином: 25,8% — особи молодші 20 років, 58,7% — особи у віці 20—64 років, 15,4% — особи у віці 65 років та старші. Було 218 помешкань (у середньому 2,5 особи в помешканні).
Із загальної кількості 219 працюючих 31 був зайнятий в первинному секторі, 101 — в обробній промисловості, 87 — в галузі послуг.